# Aeropuerto de Hakodate
Hakodate Airport (函館空港 Hakodate Kūkō?) (IATA: HKD, OACI: RJCH), es un aeropuerto localizado a 7.6 km al este de la Estación Hakodate, en Hakodate, una ciudad de Hokkaidō, Japón. Es operado por el MTITT.

## Historia
El aeropuerto de Hakodate abrió sus puertas en 1961 y está situado junto al mar, aproximadamente a 10 km de distancia del centro de la ciudad. La única pista ha sido ampliada en tres ocasiones, en 1971, 1978 y 1999. El edificio de la nueva terminal fue inaugurado en 2005, en sustitución de la estructura anterior.
El 6 de septiembre de 1976, el piloto soviético Viktor Belenko desertó a Occidente luego del aterrizaje de un avión MiG-25 Foxbat en el aeropuerto de Hakodate.

## Aerolíneas y destinos

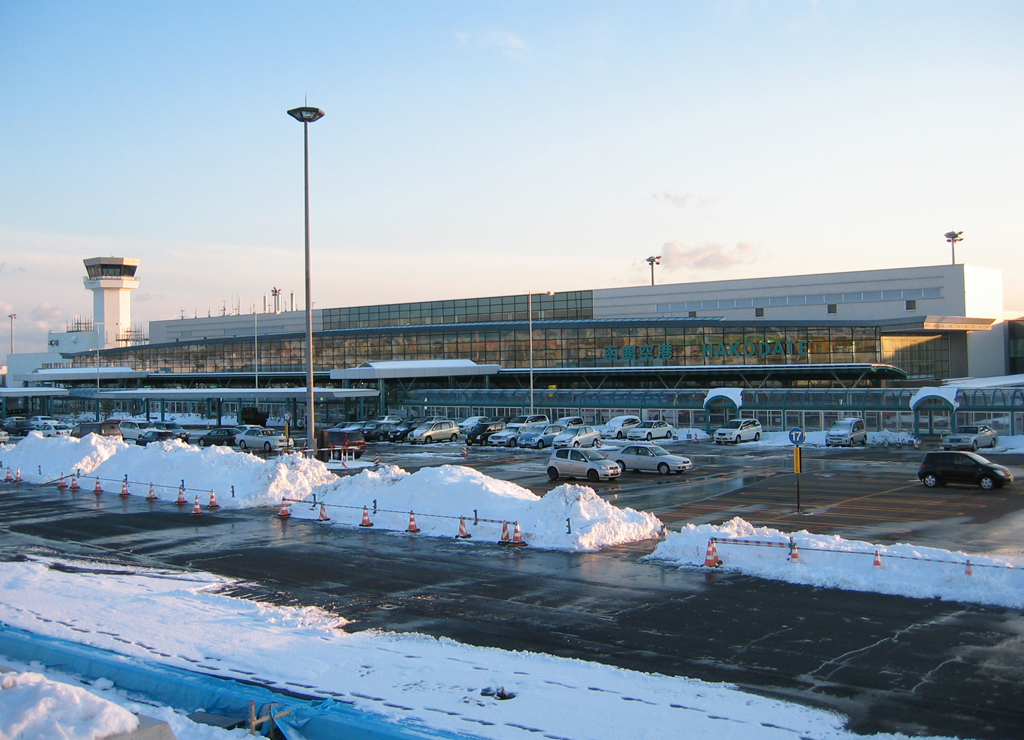
Edificio Terminal de Pasajeros del aeropuerto de Hakodate

| Aerolíneas                                       | Destinos                                      |
| ------------------------------------------------ | --------------------------------------------- |
| Air Do                                           | Tokio-Haneda                                  |
| All Nippon Airways                               | Tokio-Haneda                                  |
| All Nippon Airways operado por Air Nippon        | Osaka-Kansai, Nagoya-Centrair                 |
| All Nippon Airways operado or Air Nippon Network | Sapporo-Chitose                               |
| Japan Airlines                                   | Tokio-Haneda                                  |
| Japan Airlines operado por Hokkaido Air System   | Asahikawa, Kushiro, Okushiri, Sapporo-Okadama |
| Hong Kong Express Airways                        | Seasonal Charter: Hong Kong                   |
| Korean Air                                       | Seoul-Incheon                                 |
| TransAsia Airways                                | Charter: Taipei-Taoyuan                       |
| SAT Airlines                                     | Yuzhno-Sakhalinsk                             |

## Transporte terrestre
Autobuses registrados que operan entre la Estación Hakodate y el Hotel Príncipe Onuma.